# گرانویل الیوت
گرانویل الیوت (انگلیسی: Granville Elliott; ۷ اکتبر ۱۷۱۳ – ۱۰ اکتبر ۱۷۵۹) فرد نظامی اهل هلند بود.